# Вицко Крстуловић
Вицко Крстуловић (Сплит, 27. април 1905 — Сплит, 28. септембар 1988) био је учесник Народноослободилачке борбе, друштвено-политички радник СФРЈ и СР Хрватске, јунак социјалистичког рада и народни херој Југославије.

## Биографија
Рођен је 27. априла 1905. у Сплиту, у четврти Вели Варош. Његови родитељи Марко (1871—1956) и Ана Крстуловић, рођена Ковачић (1897—1923) били су сиромашни земљорадници породице. Отац Марко био је члан Социјалдемократске странке Далмације и један од првих далматинских социјалиста. Током Првог светског рата, 1915. био је мобилисан у Аустроугарску војску. Његовим одласком породица се нашла у тешкој ситуацији, па су од болести и немаштине умрли Вицкова сестра Катица и брат Ђордано (1906—1916). Поред њих имао је и старију сестру Клементину Марију удату Виђак (1900—1975), млађу сестру Тонку удату Марасовић (1912—1959) и млађег брата Шимуна Крстуловића (1907—1990).
После завршене основне школе, 1916. није имао средстава за даље школовање, па се бавио физичким пословима — радио је на градњи путева, у каменоломима, фабрикама и бродоградилиштима. Као млади радник, упознао се са радничким покретом и 1920. са свега петнаест година приступио Савезу комунистичке омладине Југославије (СКОЈ), а 1922. године и Комунистичкој партији Југославије. Године 1924. укључен је у чланство Покрајинског комитета СКОЈ-а за Далмацију, а у јануару 1929. је изабран за секретара овог комитета. Због илегалног политичког рада, јула 1929. године, у време шестојануарске диктатуре краља Александра Карађорђевића, ухапшен је са осталим члановима своје породице - оцем, мајком, две сестре и братом. Тада је због „комунистичког деловања“ осуђен на две године затвора. Из затвора је пуштен августа 1931, али је у марту 1933. био поново ухапшен и тада је у затвору провео још пет месеци.
Године 1936. изабран је у чланство Покрајинског комитета КПЈ за Далмацију. Трећи пут је ухапшен 21. априла 1937. године, али је у новембру исте године пуштен из затвора. Године 1937. Јосип Броз Тито је преузео вођство над Комунистичком партијом Југославије, и у то време је уследила реорганизација партијских организација у Далмацији. Августа 1938. Вицко Крстуловић је добио задатак од Централног комитета Коминистичке партије Југославије и Централног комитета Комунистичке партије Хрватске да среди стање у партијској организацији у Далмацији. У првој половини 1939. године формиран је нови Покрајински комитет КПЈ за Далмацију, а Вицко је изабран за његовог политичког секретара.
На Покрајинској конференцији ПК КПЈ за Далмацију, одржаној почетком августа, Вицко је поново изабран за политичког секретара, а на Првој земаљској конференцији КП Хрватске, одржаној такође августа 1940. године, изабран је за члана Централног комитета Комунистичке партије Хрватске. Октобра 1940. године присуствовао је као делегат Далмације на Петој покрајинској конференцији КПЈ у Загребу, на којој је изабран за члана Централног комитета Комунистичке партије Југославије.

### Народноослободилачка борба
После Априлског рата, окупације Краљевине Југославије и проглашења усташке Независне Државе Хрватске, 1941. године, Вицко Крстуловић је као секретар Покрајинског комитета КПХ за Далмацију и члан ЦК КПЈ и ЦК КПХ, радио на ширењу Народноослободилачког покрета и руководио припремама оружаног устанка у Далмацији. Септембра 1941. године је постао први командант Динарског партизанског одреда. Штаб овог одреда је постепено постао руководство свих партизанских јединица Далмације. Априла 1942. године постављен је за команданта Четврте оперативне зоне Хрватске.
После састанка са члановима Врховног штаба НОП и ДВЈ и Врховним командантом Јосипом Брозом Титом, у другој половини јула 1942. године на планини Цинцар, добио је нове смернице за развој Народноослободилачке борбе у Далмацији. Крајем 1942. и почетком 1943. године, услед прилива великог броја нових бораца у јединице Народноослободилачке војске, у Даламцији је формирано пет далматинских бригада, а 13. фебруара 1943. и прва далматинска дивизије - Девета дивизија НОВЈ, чији је први команднат био Вицко. Ова дивизија је током Четврте непријатељске офанзиве, водила веома тешке борбе код Посушја, а истакла си и у ношењи у штићењу рањеника у рејону реке Неретве. Због исцрпљености бораца и епидемије тифуса, ова дивизије је била расформирана 12. априла 1943. године. Током Пете непријатељске офанзиве Вицко Крстуловић се налазио са осталим члановима АВНОЈ-а, чији је и он био члан.
Авгсута 1943. године, заједно са Првом далматинском ударном бригадом, вратио се у Далмацију. Тада је поново обновљен рад Штаба Четврте оперативне зоне Хрватске и он је поново био његов командант. После капитулације Италије, септембра 1943. године, Вицко је заједно са Ивом Лолом Рибаром, ушао у окупирани Сплит где су водили успешне преговоре с командантом италијанског гарнизона, генералом Емилиом Бецузием, који је пристао да потпише споразум о предаји. Тада је дошло да масовног народног устанка у Далмацији, тј. до активнијег учешћа хрватског становништва у Народноослободилачки покрет. У октобру 1943. године формиран је Штаб Осмог далматинског корпуа, који је преузео функцију руковођења војним јединицма од Штаба Четвте оперативне зоне, а Вицко се тада посветио политичком раду у Земаљском антифашистичком већу народног ослобођења Хрватске (ЗАВНОХ) и Антифашистичком већу народног ослобођења Југославије (АВНОЈ). На Другом заседању АВНОЈ-а, крајем новембра 1943. године у Јајцу, изабрн је за члана Председништва АВНОЈ-а.

### Послератна каријера
Децембра 1944. године Вицко Крстуловић је изабран за поверника индустрије и трговине ЗАВНОХ-а, а 14. априла 1945. године за министра унутрашњих послова у првој Влади Демократске Федералне Хрватске, формираној у Сплиту. Од јануара 1946. године био је министар рада и министар поморства у Савезној влади, а априла 1951. постаје председник Обласног Народног одбора Далмације и политички секретар Обласног комитета КПХ за Далмацију. Марта 1952. изабран је за председника Президијума Сабора Народне Републике Хрватске (тада највиша функција у Републици), а фебруара 1953. постаје члан Савезног извршног већа.
Од 1954. до 1959. године био је председник Одбора у Сабору НР Хрватске, а затим и члан Извршног већа Сабора. Од 1963. до 1967. године био је председник Одбора за буџет Савезне скупштине, а од тада члан Савета федерације. За народног посланика у Хрватском сабору биран је од 1945. до 1963, а за народног посланика у Савезној скупштини од 1945. до 1967. године. Поред ових високих државних функција обављао је и функције - председника Главног одбора Народне технике Хрватске, председника Матице исељеника Хрватске и члана Председништва СУБНОР-а.
Умро је 28. септембра 1988. у Сплиту, а сахрањен је на гробљу Ловринац. По његовој властитој жељи, његов син Владимир је, после његове смрти сву његову оставштину предао Историјском архиву Београда, од које је формиран „Легат Вицка Крстуловића“. У овом легату се поред личних докумената, фотографија, ордења, плакета, повеља и обимне преписке, налазе и Вицкова казивања и сећања о животу и политичкој активности, која су припремљена за објављивање. Међу скоро 1.200 књига које је предао Историјском архиву, налази се десетак књига насталих током Другог светског рата, а посебно вредна издања су - „Јама“ Ивана Горана Ковачића (једини сачуван примерак ратног издања) и „Стојанка мајка Кнежопољка“ Скендера Куленовића.
Носилац је Партизанске споменице 1941. и других југословенских одликовања, међу којима је и Орден јунака социјалистичког рада. Орденом народног хероја одликован је 23. јула 1952. године.
Један врх планине Мосор у Далмацији, „Вицков ступ“, од 1952. године носи име по њему.

## Породица
У браку са Луцијом Крстуловић, рођеном Кувачић (1905—1998) имао је петоро деце — ћерку Мирославу удату Реић (1930—1989), близанце Максима (1933—1974) и Наташу Крстуловић Петровић (1933—2002), као и синове Виборга (1938—2004) и Владимира. Старији син Максим био је сликар, а умро је под неразјашњеним околностима у Лондону. У току Народноослободилачког рата, заједно са родитељима, у партизанима су као-деца борци били Максим, Наташа и Виборг Крстуловић.